# Sanne van Havelte
Sanne van Havelte, pseudoniem van Suzanne Alida Maria van Hamersvelt (Zoetermeer, 7 juli 1889 – Huis ter Heide, 19 december 1968) was een Nederlandse schrijfster van jonge-meisjesromans.

## Erkenning
In haar geboorteplaats Zoetermeer is het Sanne van Havelteplein in de wijk Dorp naar haar vernoemd.